# Cypripedium macranthos
Espèce
Classification phylogénétique
Statut de conservation UICN

 LC  : Préoccupation mineure
Statut CITES
Cypripedium macranthos ou sabot de Vénus à grandes fleurs est une espèce de plante herbacée vivace de la famille des Orchidaceae du genre Cypripedium.

## Distribution et habitat

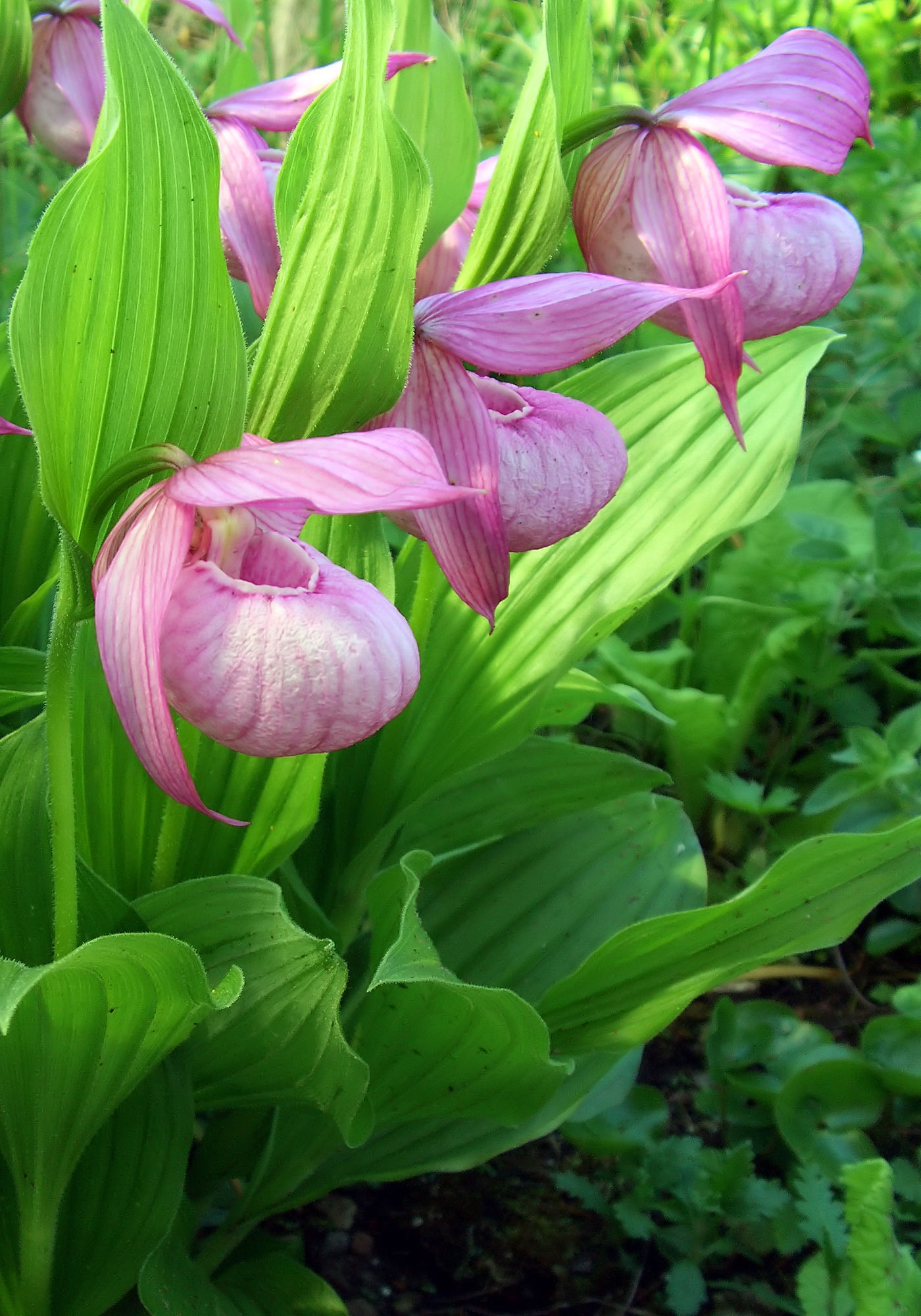
Vue de Cypripedium macranthos en fleurs

On le trouve en Sibérie, en Corée, au Japon, en Chine et à Taïwan, dans les sous-bois et les champs. Il apprécie une ombre légère et le bord des rivières, ainsi que les sols riches en humus. Il croît jusqu'à 2 400 mètres d'altitude.

## Synonymes
- Cypripedium macranthon Sw. (1800)
- Cypripedium macranthum Sw. (1800))
- Sacodon macranthos (Sw.) Raf. (1838)
- Cypripedium thunbergii Blume (1859)
- Cypripedium speciosum Rolfe (1911)
- Cypripedium speciosum var. albiflorum Makino (1926)
- Cypripedium thunbergii f. albiflorum (Makino) Okuyama (1955)
- Cypripedium macranthos var. atropurpureum Aver. (1999)